# プラダリア
プラダリア（欧字名:Pradaria 香:草如茵、2019年4月3日 - ）は、日本の競走馬。主な勝ち鞍は2022年の青葉賞、2023年の京都大賞典、2024年の京都記念。
馬名の意味は、草原（ポルトガル語）。

## 戦績

### 3歳（2022年）
2022年1月15日の3歳新馬（中京競馬場芝2000ｍ）で、鞍上池添謙一にてデビュー。好位から競馬をし、勝ち馬から1馬身差の2着に入る。2戦目の3歳未勝利は中団から前に迫ったが2馬身差の2着。400ｍ延長となった3歳未勝利を1.8倍の人気に応え、後続に7馬身差をつける快勝で初勝利を挙げた。次走は、東京優駿トライアルの青葉賞に挑戦。初めての関東遠征で挑んだが、中団あたりでレースを進め、先に抜け出したロードレゼルを半馬身差し切って連勝で重賞制覇となった。昨年に引き続き池添兄弟のタッグで挑んだ東京優駿は3戦連続の2400ｍ出走となり、5番手からしぶとく伸びて、5着を確保した。9月25日の菊花賞トライアル・神戸新聞杯は2番人気に支持されたが、勝ち馬ジャスティンパレスから1秒以上離される8着に完敗。10月23日の菊花賞本番も7着に終わった。

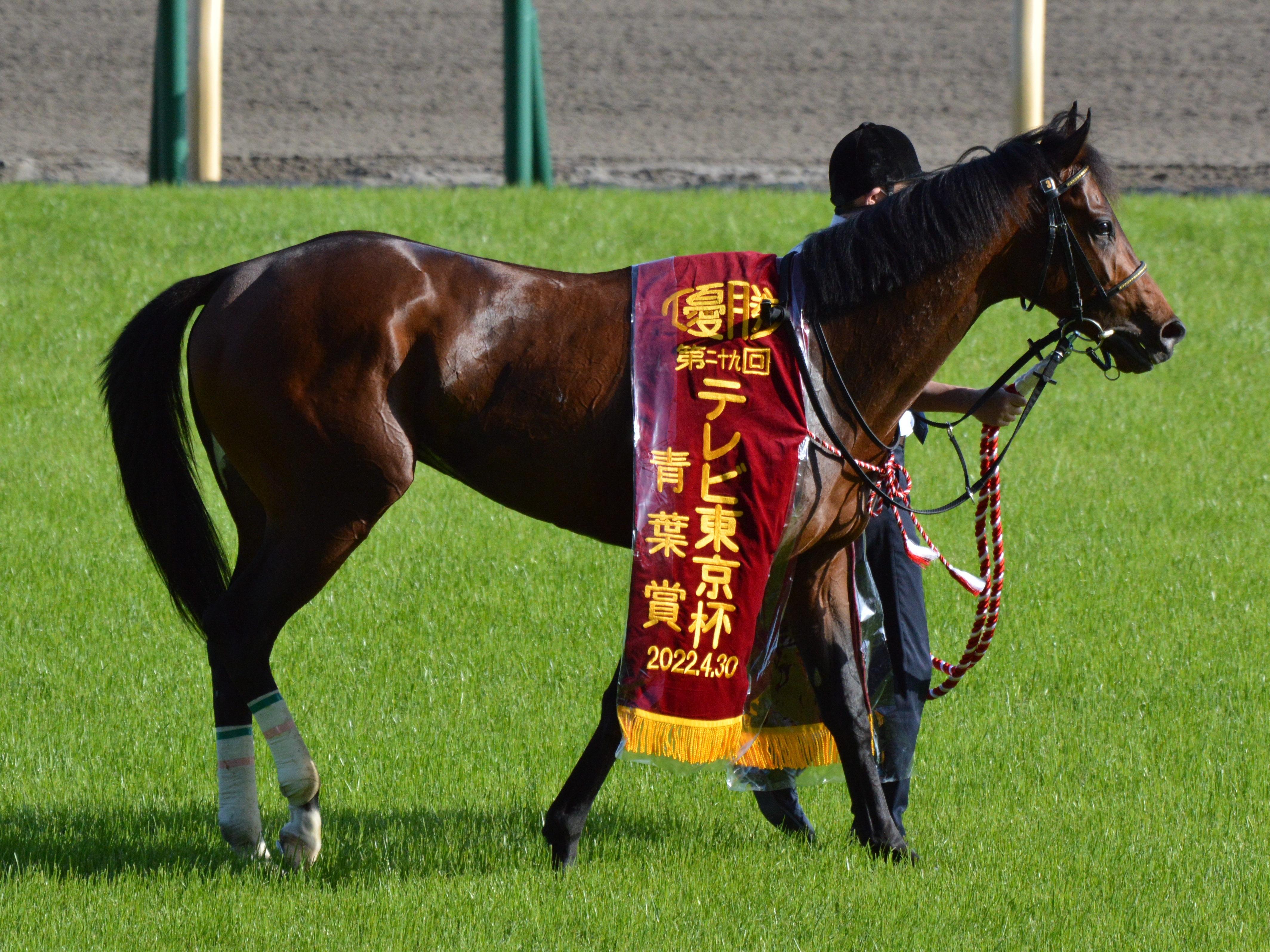
青葉賞
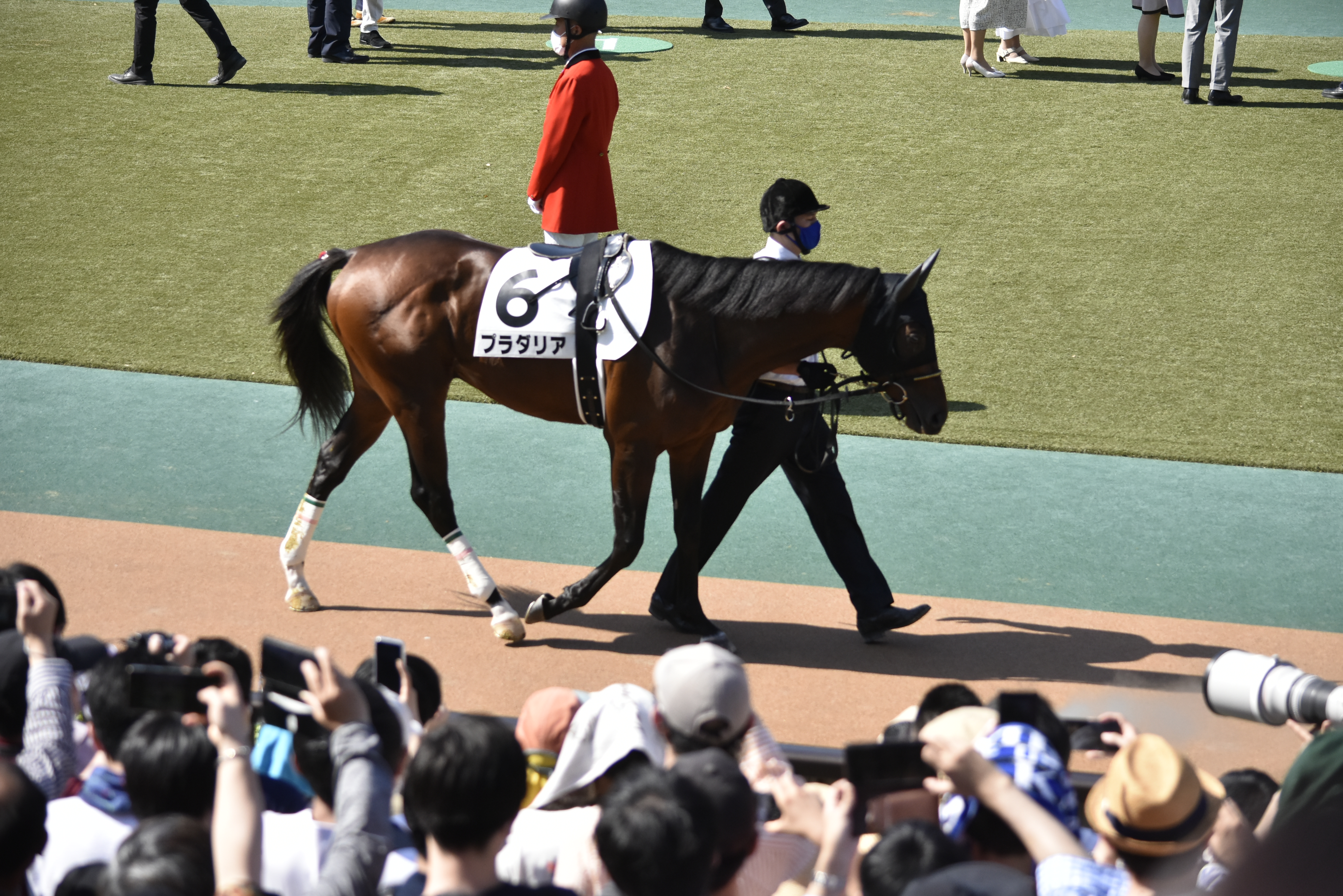
東京優駿

### 4歳（2023年）
1月25日の日経新春杯より始動。鞍上は松山弘平に乗り替わった。レースは終始外々を周るロスがありながら、直線で馬場の良いところを上がり最速の脚で伸びて先行勢に肉薄。しかしわずかに届かず、勝ち馬ヴェルトライゼンデからクビ＋クビ差の3着に惜敗した。2月12日の京都記念は池添が鞍上に復帰。4コーナーを2番手で回ったが、直線でドウデュースに交わされ、マテンロウレオにもクビ差競り負け2戦連続の3着。5月28日の目黒記念は5着。補欠2番手から繰り上がりで出走（鞍上菱田裕二）した6月25日の宝塚記念はブービーの16番人気ながら、後方から良く伸びて6着に健闘した。
10月9日に京都競馬場で行われた京都大賞典は鞍上に池添が復帰。道中は好位につけて脚を溜め、直線でのボッケリーニとの激しい追い比べをクビ差制し、青葉賞以来となる重賞2勝目を挙げた。

## 競走成績
以下の内容は、JBISサーチおよびnetkeiba.comに基づく。
| 競走日     | 競馬場 | 競走名       | 格   | 距離（馬場）  | 頭 数 | 枠 番 | 馬 番 | オッズ （人気） | 着順 | タイム （上がり3F） | 着差 | 騎手            | 斤量 [kg] | 1着馬（2着馬）       | 馬体重 [kg] |
| ---------- | ------ | ------------ | ---- | ------------- | ----- | ----- | ----- | --------------- | ---- | ------------------- | ---- | --------------- | --------- | -------------------- | ----------- |
| 2022.01.15 | 中京   | 3歳新馬      |      | 芝2000m（良） | 12    | 3     | 3     | 003.00（1人）   | 02着 | R2:04.3（34.3）     | -0.1 | 0池添謙一       | 56        | マテンロウボンド     | 452         |
| 0000.01.29 | 中京   | 3歳未勝利    |      | 芝2000m（良） | 11    | 1     | 1     | 003.20（2人）   | 02着 | R2:02.7（34.6）     | -0.3 | 0池添謙一       | 56        | ハイコースト         | 452         |
| 0000.03.19 | 阪神   | 3歳未勝利    |      | 芝2400m（重） | 16    | 1     | 1     | 001.80（1人）   | 01着 | R2:29.0（34.9）     | -1.1 | 0池添謙一       | 56        | （ニシノクレセント） | 454         |
| 0000.04.30 | 東京   | 青葉賞       | GII  | 芝2400m（良） | 14    | 3     | 3     | 006.90（4人）   | 01着 | R2:24.2（34.2）     | -0.1 | 0池添謙一       | 56        | （ロードレゼル）     | 456         |
| 0000.05.29 | 東京   | 東京優駿     | GI   | 芝2400m（良） | 18    | 3     | 6     | 020.70（5人）   | 05着 | R2:22.8（35.2）     | -0.9 | 0池添謙一       | 57        | ドウデュース         | 458         |
| 0000.09.25 | 中京   | 神戸新聞杯   | GII  | 芝2200m（良） | 17    | 7     | 14    | 004.00（2人）   | 08着 | R2:12.2（35.2）     | -1.1 | 0池添謙一       | 56        | ジャスティンパレス   | 456         |
| 0000.10.23 | 阪神   | 菊花賞       | GI   | 芝3000m（良） | 18    | 2     | 3     | 010.20（5人）   | 07着 | R3:03.6（37.2）     | -1.2 | 0池添謙一       | 57        | アスクビクターモア   | 458         |
| 2023.01.15 | 中京   | 日経新春杯   | GII  | 芝2200m（稍） | 14    | 7     | 12    | 006.70（4人）   | 03着 | R2:14.3（34.8）     | -0.1 | 0松山弘平       | 56        | ヴェルトライゼンデ   | 464         |
| 0000.02.12 | 阪神   | 京都記念     | GII  | 芝2200m（良） | 13    | 6     | 8     | 008.80（4人）   | 03着 | R2:11.5（34.9）     | -0.6 | 0池添謙一       | 57        | ドウデュース         | 466         |
| 0000.05.28 | 東京   | 目黒記念     | GII  | 芝2500m（良） | 18    | 3     | 6     | 004.90（2人）   | 05着 | R2:31.1（34.3）     | -0.3 | 0池添謙一       | 57        | ヒートオンビート     | 464         |
| 0000.06.25 | 阪神   | 宝塚記念     | GI   | 芝2200m（良） | 17    | 4     | 7     | 262.5（16人）   | 06着 | R2:11.6（35.3）     | -0.4 | 0菱田裕二       | 58        | イクイノックス       | 466         |
| 0000.09.03 | 新潟   | 新潟記念     | GIII | 芝2000m（良） | 14    | 8     | 13    | 005.00（3人）   | 04着 | R1:59.3（34.1）     | -0.3 | 0池添謙一       | 57        | ノッキングポイント   | 464         |
| 0000.10.09 | 京都   | 京都大賞典   | GII  | 芝2400m（重） | 14    | 5     | 7     | 007.60（5人）   | 01着 | R2:25.3（35.6）     | -0.0 | 0池添謙一       | 57        | （ボッケリーニ）     | 470         |
| 0000.12.24 | 中山   | 有馬記念     | GI   | 芝2500m（良） | 16    | 7     | 14    | 129.5（12人）   | 14着 | R2:31.9（35.7）     | -1.0 | 0B.ムルザバエフ | 58        | ドウデュース         | 464         |
| 2024.02.11 | 京都   | 京都記念     | GII  | 芝2200m（良） | 12    | 3     | 3     | 004.00（3人）   | 01着 | R2:12.1（34.8）     | -0.1 | 0池添謙一       | 58        | （ベラジオオペラ）   | 470         |
| 0000.03.31 | 阪神   | 大阪杯       | GI   | 芝2000m（良） | 16    | 4     | 8     | 006.50（4人）   | 06着 | R1:58.6（34.8）     | -0.4 | 0池添謙一       | 58        | ベラジオオペラ       | 470         |
| 0000.06.23 | 京都   | 宝塚記念     | GI   | 芝2200m（重） | 13    | 5     | 7     | 015.10（6人）   | 04着 | R2:12.4（34.9）     | -0.4 | 0池添謙一       | 58        | ブローザホーン       | 468         |
| 0000.10.06 | 京都   | 京都大賞典   | GII  | 芝2400m（良） | 11    | 7     | 8     | 006.10（3人）   | 07着 | R2:23.3（34.9）     | -0.4 | 0池添謙一       | 58        | シュヴァリエローズ   | 470         |
| 0000.12.08 | 沙田   | 香港ヴァーズ | G1   | 芝2400m（良） | 13    |       | 7     | 009.00（4人）   | 11着 | R2:29.6             | -2.1 | 0C.デムーロ     | 57        | Giavellotto          | 470         |
| 2025.02.16 | 京都   | 京都記念     | GII  | 芝2200m（稍） | 12    | 7     | 9     | 006.20（3人）   | 06着 | R2:16.2（34.6）     | -0.5 | 0池添謙一       | 58        | ヨーホーレイク       | 474         |
| 0000.05.04 | 京都   | 天皇賞（春） | GI   | 芝3200m（良） | 15    | 4     | 7     | 057.0（10人）   | 10着 | 03:17.1（38.6）     | -3.1 | 0松山弘平       | 58        | ヘデントール         | 476         |
| 0000.06.15 | 阪神   | 宝塚記念     | GI   | 芝2200m（稍） | 17    | 2     | 4     | 109.2（15人）   | 13着 | R2:13.4（37.7）     | -2.3 | 0高杉吏麒       | 58        | メイショウタバル     | 470         |

- 競走成績は2025年6月15日現在

## 血統表
| プラダリアの血統                | プラダリアの血統                                                    | プラダリアの血統                  | （血統表の出典）                 | （血統表の出典）               |
| 父 ディープインパクト 2002 鹿毛 | 父の父*サンデーサイレンス Sunday Silence アメリカ 1986 青鹿毛       | Halo                              | Hail to Reason                   | Hail to Reason                 |
| 父 ディープインパクト 2002 鹿毛 | 父の父*サンデーサイレンス Sunday Silence アメリカ 1986 青鹿毛       | Halo                              | Cosmah                           |                                |
| 父 ディープインパクト 2002 鹿毛 | 父の父*サンデーサイレンス Sunday Silence アメリカ 1986 青鹿毛       | Wishing Well                      | Understanding                    | Understanding                  |
| 父 ディープインパクト 2002 鹿毛 | 父の父*サンデーサイレンス Sunday Silence アメリカ 1986 青鹿毛       | Wishing Well                      | Mountain Flower                  |                                |
| 父 ディープインパクト 2002 鹿毛 | 父の母*ウインドインハーヘア Wind in Her Hair アイルランド 1991 鹿毛 | Alzao                             | Lyphard                          | Lyphard                        |
| 父 ディープインパクト 2002 鹿毛 | 父の母*ウインドインハーヘア Wind in Her Hair アイルランド 1991 鹿毛 | Alzao                             | Lady Rebecca                     |                                |
| 父 ディープインパクト 2002 鹿毛 | 父の母*ウインドインハーヘア Wind in Her Hair アイルランド 1991 鹿毛 | urghclere                         | Busted                           | Busted                         |
| 父 ディープインパクト 2002 鹿毛 | 父の母*ウインドインハーヘア Wind in Her Hair アイルランド 1991 鹿毛 | urghclere                         | Highclere                        |                                |
| 母 シャッセロール 2010 鹿毛     | 母の父*クロフネ アメリカ 1998 芦毛                                  | *フレンチデピュティ French Deputy | Deputy Minister                  | Deputy Minister                |
| 母 シャッセロール 2010 鹿毛     | 母の父*クロフネ アメリカ 1998 芦毛                                  | *フレンチデピュティ French Deputy | Mitterand                        |                                |
| 母 シャッセロール 2010 鹿毛     | 母の父*クロフネ アメリカ 1998 芦毛                                  | *ブルーアヴェニュー Blue Avenue   | Classic Go Go                    | Classic Go Go                  |
| 母 シャッセロール 2010 鹿毛     | 母の父*クロフネ アメリカ 1998 芦毛                                  | *ブルーアヴェニュー Blue Avenue   | Eliza Blue                       |                                |
| 母 シャッセロール 2010 鹿毛     | 母の母ポポラス 2001 栗毛                                            | *フォーティナイナー Forty Niner   | Mr. Prospector                   | Mr. Prospector                 |
| 母 シャッセロール 2010 鹿毛     | 母の母ポポラス 2001 栗毛                                            | *フォーティナイナー Forty Niner   | File                             |                                |
| 母 シャッセロール 2010 鹿毛     | 母の母ポポラス 2001 栗毛                                            | リトルオードリー                  | *グルームダンサー Groom Dancer   | *グルームダンサー Groom Dancer |
| 母 シャッセロール 2010 鹿毛     | 母の母ポポラス 2001 栗毛                                            | リトルオードリー                  | * ゲートドクール Gaiete de Coeur |                                |
| 母系(F-No.)                     | ゲートドクール(IRE)系(FN:4-r)                                       | ゲートドクール(IRE)系(FN:4-r)     | ゲートドクール(IRE)系(FN:4-r)    | [ § 2 ]                        |
| 5代内の近親交配                 | アウトブリード                                                      | アウトブリード                    | アウトブリード                   | [ § 3 ]                        |
| 出典                            | 1. 2. 3.                                                            | 1. 2. 3.                          | 1. 2. 3.                         | 1. 2. 3.                       |

- 3代母のリトルオードリーは報知杯4歳牝馬特別勝ち馬で優駿牝馬3着馬。
- そのほかの近親にノーヴァレンダ、ザラストロ、ファインルージュ、カルチャーデイ。